# Android 15
Android 15 és una propera versió important del sistema operatiu mòbil Android. Amb el llançament de la primera previsualització per a desenvolupadors el febrer de 2024, Google espera que la plataforma arribi a l'etapa beta l'abril de 2024 amb un llançament final previst per al tercer trimestre de 2024.

## Història
L'Android 15 té el nom en clau intern "Vanilla Ice Cream ".
La primera vista prèvia per a desenvolupadors (també coneguda com DP1) per a Android 15 es va publicar el 16 de febrer de 2024.

## Característiques
Les notes de llançament oficials de DP1 indiquen que les funcions següents s'introduiran a Android 15:
- Sandbox de privadesa
- Health Connect
- Integritat del fitxer
- Compartició parcial de pantalla
- Controls de la càmera a l'aplicació
- Rendiment dinàmic
- Notificacions sensibles
- Refrigeració de la notificació

No obstant això, els entusiastes han descobert l'existència d'altres funcions en desenvolupament que es poden llançar en versions posteriors de vista prèvia per a desenvolupadors, com ara la introducció de ginys de pantalla de bloqueig, determinació de l'estat de la bateria, arxiu d'aplicacions, activació de veu, espai privat i parells d'aplicacions.